# Christian Gottlob Pregizer
Christian Gottlob Pregizer (auch: Pregitzer; * 18. März 1751 in Stuttgart; † 30. Oktober 1824 in Haiterbach) war ein deutscher Theologe und Gründer der nach ihm benannten radikalpietistischen Gemeinschaft, „Pregizer-Gemeinschaft“.

## Leben
Christian Gottlob Pregizer wurde als drittes von sechs Kindern des Staatsbeamten („Regierungs-Raths-Secretarius“) Johann Philipp Pregizer (1713–1763) und dessen Ehefrau Anna Elisabetha, geb. Düring, geboren. Er entstammt einer alten württembergischen Akademikerfamilie: Sein Großvater Johann Ulrich Pregizer IV. (1673–1730) war Pfarrer und Diakon u. a. in Nürtingen, sein Urgroßvater Johann Ulrich Pregizer III. (1646–1708) war Professor für Geschichte und Staatsrecht an der Eberhard Karls Universität Tübingen.
Christian Gottlob Pregizer erhielt seine schulische Ausbildung am Gymnasium in Stuttgart und besuchte zwischen 1764 und 1768 die theologischen Seminare in Denkendorf und in Maulbronn. Von 1768 bis 1773 studierte er Theologie an der Universität Tübingen. Nach Tätigkeiten als Vikar in Gaildorf und als Lehrer in Besigheim wurde er 1779 Schlossprediger in Tübingen. In dieser Zeit wurde seine theologische Entwicklung maßgeblich von Friedrich Christoph Oetinger beeinflusst. Wann er von den Schriften des Stephan Praetorius zu seiner freudig bestimmten Glaubensüberzeugung kam, dass ein erlöster Christ ohne Sünde sei, lässt sich nicht genau bestimmen. Hier dürften jedoch auch Einflüsse aus dem württembergischen Radikalpietismus gewirkt haben, denn vor allem in Haiterbach stand Pregizer mit entsprechenden Personen in Verbindung.
Ab 1783 bis 1795 amtierte Pregizer als Pfarrer in Grafenberg bei Nürtingen. Dort heiratete er im September 1783 Eleonore Elisabeth, geb. Hörner, und hatte mit ihr sechs Kinder: Christine Eleonore, Christoph Gottlob, Elisabeth Klara Friederike, Johann Christoph Ferdinand, Immanuel Gottfried und Jakob Friedrich Pregizer. Mit hoher Wahrscheinlichkeit knüpfte er von Grafenberg aus Verbindungen zu Pietisten in Metzingen, denn einige von ihnen aus der Familie Schönbein ließen sich später in Haiterbach nieder.
1795 trat Pregizer seine letzte und wichtigste Stelle an: Er wurde Stadtpfarrer in Haiterbach bei Nagold. Dort erwarb er sich den Ruf eines originellen, feurigen Predigers und Seelsorgers, der sich besonders den bereits bestehenden Privatversammlungen („Stunden“) zuwandte. Während der Amtszeit Pregizers stieg die Zahl der Privatversammlungen sprunghaft an, und aus vielen anderen Orten kamen Menschen nach Haiterbach, um ihn predigen zu hören. Wegen einseitiger Auslegung von Luthers Rechtfertigungslehre musste sich Christian Gottlob Pregizer 1807 vor dem Stuttgarter Konsistorium verantworten. Er erhielt einige Auflagen wie Reisebeschränkungen und Kontrolle der Predigten, aber es unterblieben weitergehende Disziplinarmaßnahmen gegen ihn.
Aus den Versammlungen in Haiterbach entwickelte sich eine in mehreren Gebieten Württembergs verbreitete Gemeinschaft, die nach Pregizer als „Pregizer“ bezeichnet werden. Aufgrund ihrer Freude am „seligen Gnadenstand“, die in ihren Versammlungen in fröhlichen, mitunter von Klarinetten begleiteten Liedern Ausdruck fand, wurden sie im Volksmund auch „Juchhe-Christen“ genannt. Unklar ist, welchen Anteil der Namensgeber Christian Gottlob Pregizer an der Entstehung dieser Gruppierung hatte; eine direkte Initiative zur Begründung einer nach ihm benannten Bewegung lässt sich nicht nachweisen.
Diese Gemeinschaft besteht etwa 180 Jahre später aus rund 70 örtlichen Gruppen mit rund 1000 Mitgliedern, überwiegend im Schwarzwald, im Remstal, in Wankheim bei Tübingen und Vaihingen an der Enz. Sie ist organisatorisch unabhängig und hat sich nicht dem evangelischen Gnadauer Gemeinschaftsverband angeschlossen. Die Pregizer Gemeinschaft ist eine unabhängige Gemeinschaft innerhalb der evangelischen Landeskirche. Die örtlichen Gemeinschaften sind selbständig. Diese relativ kleine pietistische Gruppierung bildet neben der Altpietistischen Gemeinschaft (die Apis) und der Hahnschen Gemeinschaft eine eigenständige Strömung innerhalb des württembergischen Pietismus.

## Zitat
O freuet euch der Seligkeit,

Die unser gläubig Herz erfreut,

Und die man nun in Jesu hat,

Befreit von aller Sündenlast.